# Bøsdalafossur
Bøsdalafossur – wodospad na wyspie Vágar, w archipelagu Wysp Owczych. Ma wysokość 30 metrów. Wody pochodzące bezpośrednio z  jeziora Sørvágsvatn wpadają wprost do Oceanu Atlantyckiego. Około 600 metrów na wschód znajduje się 142–metrowy klif Trælanípa. W pobliżu znajdują się także ruiny z budynków pozostawionych przez Brytyjczyków po drugiej wojnie światowej.
Do wodospadu można dotrzeć pieszym szlakiem z miejscowości Miðvágur. Z okolicy roztacza się widok na otaczające klify Sørvágsbjørgini, Mykines, Mykineshólmur, Sandoy, Skúvoy i Suðuroy.